# Castlevania – Démonkastély
A Castlevania – Démonkastély (eredeti cím: Castlevania) 2017 és 2021 között vetített amerikai 2D-s számítógépes animációs, fantasy sorozat, amelyet Warren Ellis készített és írt a Netflix számára, a producerei pedig a Frederator Studiostól Kevin Kolde és Fred Seibert, a Shankar Animationtől Adi Shankar. A Konami azonos című japán videojáték-sorozatán alapuló első két évad a Castlevania III: Dracula's Curse című 1989-es játékot adaptálja, és Trevor Belmont, Alucard és Sypha Belnades történetét mutatja be, akik Drakulától és csatlósaitól védik meg Havasalföld nemzetét. Ezen kívül a 2005-ös Castlevania: Curse of Darkness karakterei és elemei is megjelennek a második évadtól kezdve, Alucard háttértörténete pedig az 1997-es Castlevania: Symphony of the Night című játékból származik. Az animáció stílusára nagy hatással van a japán anime és Ayami Kojima művészeti munkái.
A Castlevania eredetileg filmnek készült, amelyet Kevin Kolde producer és cége, a Project 51 fejlesztett. Ő 2005-ben csatlakozott a Frederator Studioshoz, és az alapító Fred Seibert beleegyezett, hogy ott készítsék el a projektet. A forgatókönyvet Warren Ellis íróval szerződtették 2007-ben. A projekt körülbelül 2015-ig a fejlesztési pokolba került, és a Netflix streaming szolgáltatás vette fel. A Powerhouse Animation Studios csatlakozott a csapathoz, és megkezdődött a gyártás. A produkciós csapatban olyan munkatársak dolgoztak, akik a japán animeiparban dolgoztak.
A sorozat premierje 2017. július 7-én volt a Netflixen, és még aznap megújították egy nyolc epizódból álló, kibővített második évaddal; a második évad premierje 2018. október 26-án volt. A tízepizódos harmadik évadnak zöld utat adott a Netflix, és 2020. március 5-én jelent meg. A sorozat a negyedik évad 2021. május 13-i megjelenésével ért véget. A sorozatot a kritikusok elismeréssel fogadták, dicsérték a látványt, az animációt, a szinkronszínészi játékot, az akciójeleneteket, a témákat és az írói munkát, bár a tempó, különösen a harmadik és negyedik évadban, felemás reakciókat váltott ki.
A Castlevania-sorozat folytatása, a Castlevania – Démonkastély: Noktürn 2023. szeptember 28-án mutatkozott be a Netflixen. A sorozat középpontjában Richter Belmont, Trevor és Sypha leszármazottja, valamint Maria Renard áll a francia forradalom idején, James Callis pedig újra Alucard szerepét alakítja.

## Előzmények
Amikor emberi feleségét máglyán elégetik, miután hamisan megvádolták boszorkánysággal, a vámpír Vlad Dracula Țepeș kijelenti, hogy a Havasalföld népe az életükkel fognak fizetni. Démonok seregét hívja össze, amely leigázza az országot, lemészárolja a lakosságot, a túlélők pedig félelemben és bizalmatlanságban élnek. Ennek leküzdésére Trevor Belmont, egy egykor legendás szörnyvadász család utolsó élő tagja fegyvert ragad, a mágus Sypha Belnades és Drakula damfír fia, Alucard segítségével Drakula seregei ellen.

## Karakterek és szinkronhangok
| Szereplők              | Eredeti hang          | Első megjelenés | Leírás |
| ---------------------- | --------------------- | --------------- | --- |
| Trevor Belmont         | Richard Armitage      | 1.évad          | a Belmont klán, egy kiátkozott szörnyvadász család utolsó élő tagja                                                                                          |
| Adrian "Alucard" Țepeș | James Callis          | 1.évad          | Drakula és Lisa Țepeș damfír fia, aki meg akarja védeni az emberiséget apjától                                                                               |
| Vlad Dracula Țepeș     | Graham McTavish       | 1.évad          | egy vámpír, aki bosszút esküszik az emberiségen felesége, Lisa meggyilkolásáért, és szörnyek seregét hívja össze, hogy megölje az összes havasalföldi lakost |
| Sypha Belnades         | Alejandra Reynoso     | 1.évad          | egy Beszélő mágus, a Vén unokája, aki hatalmas elemi mágiával rendelkezik                                                                                    |
| A püspök               | Matt Frewer           | 1.évad          | korrupt szerzetes, aki boszorkányság miatt elrendeli Lisa Țepeș megégetését, később Gresit püspökévé nevezik ki                                              |
| Lisa Țepeș             | Emily Swallow         | 1.évad          | Drakula szeretett felesége, akit Târgoviștében máglyán égetnek el, miután hamisan megvádolták boszorkánysággal                                               |
| a vén                  | Tony Amendola         | 1.évad          | Sypha nagyapja és a Gresit népét segítő Beszélők csoportjának vezetője, akivel Trevor összebarátkozik                                                        |
| Hector                 | Theo James            | 2. évad         | egy ördögi kovácsmester, akit arra hívtak, hogy Drakulát szolgálja az emberiség elleni háborújában                                                           |
| Isaac                  | Adetokumboh M'Cormack | 2. évad         | egy másik ördögi kovácsmester és Drakula hűséges híve, aki segít vezetni a seregét                                                                           |
| Carmilla               | Jaime Murray          | 2.évad          | egy cselszövő vámpír, aki Drakula haditanácsának tagja, és aki később a Nővérek Tanácsának vezetője lesz                                                     |
| Godbrand               | Peter Stormare        | 2. évad         | egy viking vámpír hadvezér, akit Drakula szolgálatára hívtak a Havasalfüld elleni harcban                                                                    |
| Saint Germain          | Bill Nighy            | 3. évad         | egy furcsa férfi, aki a Végtelen Folyosó nevű dimenziók közötti ösvény után kutat.                                                                           |
| Lenore                 | Jessica Brown Findlay | 3. évad         | a Nővérek Tanácsának diplomata tagja |
| Morana                 | Yasmine Al Massri     | 3. évad         | a Nővérek Tanácsának stratéga tagja |
| Striga                 | Ivana Miličević       | 3. évad         | a Nővérek Tanácsának hadvezér tagja |
| Sumi                   | Rila Fukushima        | 3. évad         | egy japán vámpírvadász, aki kardot használ |
| Taka                   | Toru Uchikado         | 3. évad         | egy japán vámpírvadász, aki íjat használ |
| A bíró                 | Jason Isaacs          | 3. évad         | Lindenfeld városvezetője, aki mindenáron rendet és békét akar tartani a városban                                                                             |
| Sala                   | Navid Negahban        | 3. évad         | a lindenfeldi szerzetesek vezetője |
| Flyseyes               | Gildart Jackson       | 3. évad         | egy démon, akit Isaac teremtett |
| a kapitány             | Lance Reddick         | 3. évad         | egy kalózkapitány, aki összebarátkozik Isaac-kel és segít neki                                                                                               |
| Miranda                | Barbara Steele        | 3. évad         | egy idős asszony, aki varázserővel rendelkezik, és segít Isaacnek                                                                                            |
| Halál                  | Malcolm McDowell      | 4. évad         | egy manipulatív, csontvázszerű lény, amely az emberek haldokló lelkével táplálkozik, McDowell adja a hangját Varney nevezetű alteregójának is                |
| Varney                 | Malcolm McDowell      | 4. évad         | Varney egy egoista londoni vámpír és Drakula hadseregének egykori ügynöke, aki igyekszik feltámasztani mesterét                                              |
| Ratko                  | Titus Welliver        | 4. évad         | egy brutális szláv vámpírkatona, aki Varney-t segíti |
| Dragan                 | Matthew Waterson      | 4. évad         | Varney-t segítő vámpír tábornok, aki Drakulát akarja feltámasztani                                                                                           |
| Zamfir                 | Toks Olagundoye       | 4. évad         | Targoviste földalatti udvarának vezetője, aki az éjszakai lények ellen harcol                                                                                |
| Greta                  | Marsha Thomason       | 4. évad         | karthágói származású kardforgató nő, a Danesti vezető asszonya, aki az éjszakai lények ellen harcol                                                          |
| az alkimista           | Christine Adams       | 4. évad         | egy hatalmas mágus, aki a Végtelen Folyosóban tartózkodik és irányítja azt                                                                                   |

## Epizódok
| Évad | Epizód | Megjelenés        |
| ---- | ------ | ----------------- |
| 1    | 4      | 2017. július 7.   |
| 2    | 8      | 2018. október 26. |
| 3    | 10     | 2020. március 5.  |
| 4    | 10     | 2021. május 13.   |

## Fogadtatás

### Nézői vélemények
A Parrot Analytics adatai szerint a Castlevania volt a legnépszerűbb eredeti digitális sorozat az Egyesült Államokban 2017. július 6. és 19. között, a műsor átlagosan 23 175 616 „nézői érdeklődés kifejeződést” generált. A Parrot Analytics szerint a „nézői érdeklődés kifejeződése” azt jelenti, hogy „egy adott cím iránti teljes nézői kereslet egy adott országon belül”, amit videóstreamelések és letöltések, valamint a közösségi média aktivitás alapján mérnek.
2017. október 11-ig a hetedik legkeresettebb eredeti digitális műsor maradt az Egyesült Államokban. 2017 végére a Castlevania volt az év 15. legkeresettebb eredeti digitális sorozata az Egyesült Államokban, átlagosan 18 137 196 keresletkifejezéssel az év során. Emellett az év 20 legkeresettebb eredeti digitális sorozatának egyike volt az Egyesült Királyságban (20.), Japánban (4.), Brazíliában (10.), Mexikóban (11.), Franciaországban (13.), Kanadában (14.), Németországban (19.) és Ausztráliában (20.).

### Kritikusi értékelés
| Évad | Rotten Tomatoes     | Metacritic       |
| ---- | ------------------- | ---------------- |
| 1    | 83% (29 értékelés)  | 71 (6 értékelés) |
| 2    | 100% (17 értékelés) | —                |
| 3    | 95% (19 értékelés)  | —                |
| 4    | 100% (13 értékelés) | —                |

## Folytatás
2019 júliusában jelentették, hogy a negyedik évad megjelenését követő új, későbbi Castlevania-sorozatokatot fejlesztik, Warren Ellis közreműködése nélkül (a szexuális zaklatással kapcsolatos vádak miatt). 2021 májusában megerősítették, hogy egy új sorozatot terveznek új szereplőkkel a Castlevania-univerzumban, amely nem az eredeti Castlevania-sorozat közvetlen spin-offja, hanem egy önálló folytatás lesz, és amelynek középpontjában Richter Belmont, Trevor és Sypha leszármazottja, valamint Maria Renard áll, akik 1792-ben, a francia forradalom idején harcolnak vámpírok és démonok ellen. A Netflix 2022-es Geeked Week virtuális eseményén a sorozatot Castlevania: Nocturne néven jelentették be. A 2023-ban bemutatott sorozat az 1993-as Castlevania: Rondo of Blood videojáték anyagát dolgozza fel és annak 1997-es folytatását, a Castlevania: Symphony of the Night-ot.

## Fordítás
Ez a szócikk részben vagy egészben  a   Castlevania (TV series) című angol Wikipédia-szócikk ezen változatának fordításán alapul.  Az eredeti cikk szerkesztőit annak laptörténete sorolja fel. Ez a jelzés csupán a megfogalmazás eredetét és a szerzői jogokat jelzi, nem szolgál a cikkben szereplő információk forrásmegjelöléseként.